# Wiesława Anna Kłos
Wiesława Anna Kłos – polska ekonomistka, menedżerka w branży ochrony zdrowia i urzędniczka państwowa, w 2014 pełniąca obowiązki prezesa Narodowego Funduszu Zdrowia.

## Życiorys
Absolwentka Instytutu Nauk Ekonomicznych Uniwersytetu Warszawskiego, ukończyła też szkolenia z zarządzania w ochronie zdrowia i kontrolingu finansowego. Wykłada na studiach podyplomowych z zakresu zarządzania w służbie zdrowia. Zajmuje się zawodowo budżetem i kontrolą jednostek ochrony zdrowia.
Była zatrudniona w Ministerstwie Finansów, Ministerstwie Pracy, Płacy i Spraw Socjalnych oraz Agencji Atomistyki. Pracowała następnie w instytucjach związanych z ochroną zdrowia na stanowiskach kierowniczych. Kierowała Departamentem Ekonomicznym w Ministerstwie Zdrowia i Opieki Społecznej (1991–1995), Departamentem Ubezpieczenia Zdrowotnego w Ministerstwie Zdrowia (2002–2004) i Departamentem Świadczeń Opieki Zdrowotnej Centrali Narodowego Funduszu Zdrowia (2005–2007). Od 2007 była wicedyrektorem do spraw ekonomicznych Szpitala Specjalistycznego im. Świętej Rodziny w Warszawie. Od 8 października 2012 była zastępcą prezesa NFZ do spraw finansowych. Po dymisji Marcina Pakulskiego tymczasowo przejęła zarządzanie instytucją w okresie od 1 marca do 2 czerwca 2014.
Mężatka, ma syna.